# Крийд: Сърце на шампион
„Крийд: Сърце на шампион“ (на английски: Creed) е американски спортен драматичен филм от 2015 г. на режисьора Райън Куглър. Това е седмият филм от поредицата „Роки“. Снимките започват на 19 януари 2015 г. на стадиона Гудисън Парк по време на мач между ФК Евъртън и ФК Уест Бромич Албиън, а след това екипът се мести във Филаделфия. Премиерата на филма в САЩ е на 25 ноември 2015 г., а в България на 1 януари 2016 г.

## Филми от поредицата за „Роки“
Поредицата „Роки“ включва 9 филма:
- „Роки“ (1976)
- „Роки II“ (1979)
- „Роки III“ (1982)
- „Роки IV“ (1985)
- „Роки V“ (1990)
- „Роки Балбоа“ (2006)
- „Крийд: Сърце на шампион“ (2015)
- „Крийд 2“ (2018)
- „Крийд 3“ (2023)

## Награди и номинации
| Категория                          | Номиниран(и)                | Резултат                    |
| Оскар (28 февруари 2016 г.)        | Оскар (28 февруари 2016 г.) | Оскар (28 февруари 2016 г.) |
| ---------------------------------- | --------------------------- | --------------------------- |
| Най-добра поддържаща мъжка роля    | Силвестър Сталоун           | номинация                   |
| Златен глобус (10 януари 2016 г.)  |                             |                             |
| Най-добър актьор в поддържаща роля | Силвестър Сталоун           | награда                     |
| Сателит (21 февруари 2016 г.)      |                             |                             |
| Най-добър актьор в поддържаща роля | Силвестър Сталоун           | номинация                   |
| Емпайър (20 март 2016 г.)          |                             |                             |
| Най-добър режисьор                 | Райън Куглър                | номинация                   |
| Най-добър актьор                   | Майкъл Джордан              | номинация                   |